# Động đất Chiêu Thông 1974
Động đất Chiêu Thông 1974 (tiếng Trung: 大关地震) là trận động đất xảy ra vào lúc 03:25:16 (CST), ngày 11 tháng 5 năm 1974. Trận động đất có cường độ 7,1 Ms  hay 7,0 Mw, tâm chấn độ sâu khoảng 14 km. Hậu quả trận động đất đã làm 1.641–20.000 người thiệt mạng.